# Иванова, Галина Владимировна
Галина Владимировна Иванова — заслуженный мастер спорта России (женский бокс).

## Карьера
Серебряный (2004, 2006) и бронзовый (2003) призер чемпионатов России в категории до 80 кг.
Чемпионка Европы 2005 года, двукратный серебряный призер чемпионатов Европы (2004, 2006) в категории до 80 кг.
Чемпионка мира 2005 года в категории до 81 кг.